# Attaque du train postal Glasgow-Londres
L’attaque du train postal Glasgow-Londres (appelée en anglais Great train robbery of 1963 ou Cheddington Mail Van Raid) est une attaque de train commise le 8 août 1963 à Ledburn (en) en Angleterre contre le train postal Glasgow-Londres et considérée à l'époque comme le « casse du siècle ». À la suite de l'enquête policière, notamment à la ferme où les braqueurs préparent leur coup et où ils se réfugient après l'événement, la plupart de la quinzaine de criminels impliqués sont condamnés à des peines de vingt à trente ans de prison mais plusieurs s'évadent et sont recapturés. L'argent, en grande partie, n'a jamais été retrouvé.

## Préparation
La planification de l'opération s'appuie sur des informations internes fournies par un homme désigné comme l’Ulsterman et identifié comme Patrick McKenna en 2014. Celui-ci, employé du General Post Office à Salford près de Manchester, détient des informations précises sur les transferts d'argent effectués par train par l'opérateur postal Royal Mail. Brian Field, commis du Solliciteur de Londres, présente Patrick McKenna à Gordon Goody et Buster Edwards.
Gordon Goody et Buster Edwards, avec Bruce Reynolds, Charlie Wilson et Roy James planifient le raid sur une période de plusieurs mois. Reynolds prend la tête dans la conception de l'affaire. Le groupe, bien qu'ayant du succès dans le crime organisé, n'a pratiquement aucune expérience dans l'attaque de trains. Ils font donc appel à un autre gang de Londres, les South Coast Raiders. Cette bande comprend Tommy Wisbey, Bob Welch et Jim Hussey, qui ont de l'expérience dans ce genre d'opération, de même que Roger Cordrey, qui connaît bien le terrain et imagine comment arrêter le convoi. Parmi les autres instigateurs figurent Ronnie Biggs, que Bruce Reynolds a connu en prison. L'équipe comprend finalement seize membres,, John Daly, Jimmy White, de même que trois hommes connus simplement par les numéros 1, 2 et 3, et enfin un conducteur de train retraité surnommé « Stan Agate ».

## Site choisi

Géographie des lieux.

L'endroit choisi pour transférer l'argent du convoi est le Bridego Bridge, pont ferroviaire sur la West Coast Main Line situé à Ledburn (en), dans la municipalité de Mentmore dans le Buckinghamshire, au nord-ouest de Londres. Le chemin de fer y croise une route locale proche qui permet d'y garer les véhicules qui évacueront les sacs postaux. Les membres du gang se réunissent la nuit précédant l'attaque dans une ferme isolée de Leatherslade achetée pour l'occasion, afin de préparer leur coup.

## Convoi
Le 7 août 1963 à 18 h 50, l'ambulant postal quitte la Gare centrale de Glasgow à destination de la Gare d'Euston à Londres, l'arrivée étant prévue à 3 h 59 le lendemain matin. Le train est propulsé par une locomotive English Electric Type 4 (en) tirant douze wagons où 72 employés des postes trient le courrier pendant tout le trajet. Les sacs de courrier sortant des différents bureaux de poste locaux sont accrochés sur des crochets le long de la voie ferrée, le personnel à bord prenant le courrier sortant et remettant sur le crochet le courrier trié à destination du bureau de poste local sans retarder le train. Le second wagon derrière la locomotive sert au transport de valeurs.
Habituellement, les valeurs sont de l'ordre de 300 000 £ mais en raison du Bank holiday, le contenu vaut exceptionnellement ce jour-là plus de 2,6 millions de livres sterling (M£), soit 49,1 M£ en valeur d'aujourd'hui, en petites coupures destinées à la destruction. Les convois de valeurs disposent d'alarmes, de grillages aux fenêtres et de verrouillage des portes depuis 1961, suivant la recommandation de la Post Office Investigation Branch. Les trois convois ainsi équipés ne sont pas disponibles et les wagons (M30204M) en réserve n'ont pas ces dispositifs de sûreté, non plus que de systèmes radio jugés comme trop coûteux. Les agents de surveillance de ce train sans voiture de voyageurs sont peu nombreux, pour ne pas éveiller les soupçons.

## Attaque

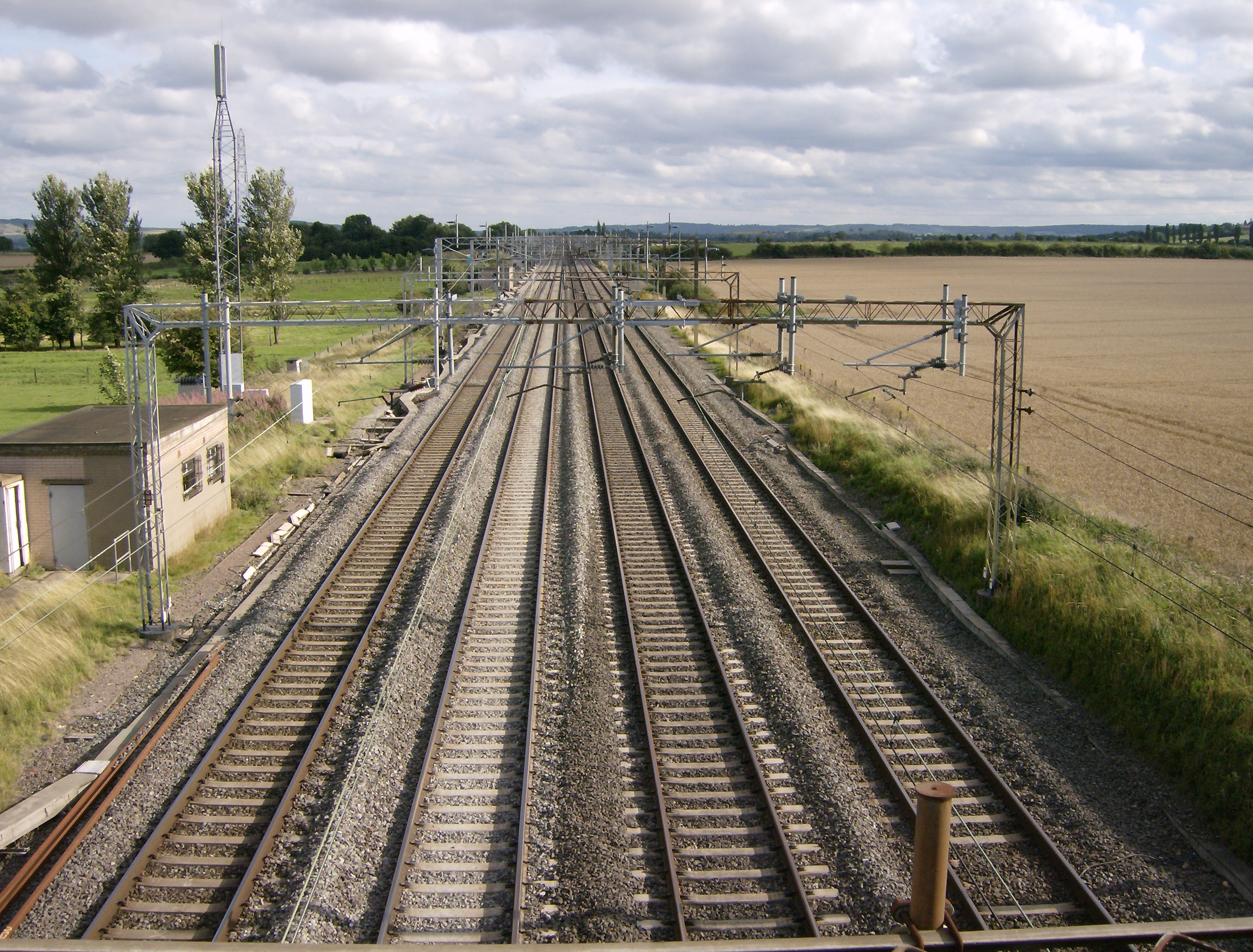
Vue vers Sears Crossing, lieu de l'arrêt du train.

Vers trois heures du matin, la bande arrête le train postal à la hauteur du Bridego Bridge. Après avoir coupé les lignes téléphoniques et piraté la signalisation de la voie ferrée au Sears Crossing pour faire stopper le train, les membres de la bande s'emparent du mécanicien, décrochent la locomotive et les deux premiers véhicules remorqués du train - le second est toujours celui renfermant l'argent. Un des voleurs, le retraité des chemins de fer, conduit alors ce convoi réduit jusqu'à Bridego Bridge, lieu choisi car une route proche permet d'y garer les véhicules qui évacueront les sacs postaux et où le gros de la bande attaque le fourgon postal et neutralise les postiers à coups de matraque. Ils s'emparent ainsi, sans tirer de coups de feu, de 128 sacs remplis de billets provenant de banques écossaises à destination des caisses de la Banque d'Angleterre, d'une valeur totale de 2,631 millions de livres sterling.

## Arrestations et condamnations
En quittant le pont, un des hommes du gang ordonne aux gardes de « rester tranquilles trente minutes », ce qui permet à la police de concentrer ses recherches dans un périmètre. Le lundi 12 août 1963, cinq jours après le vol, les enquêteurs localisent la ferme isolée où les voleurs se sont réunis avant le casse. La ferme avait été nettoyée par les voleurs mais des empreintes digitales avaient été oubliées sur un jeu de monopoly que les braqueurs avaient utilisé après le casse (les voleurs n'avaient pas eu le temps de brûler la ferme). La plupart des membres du gang sont rapidement arrêtés grâce aux empreintes retrouvées dans la ferme et aux indicateurs de Scotland Yard.
Treize des membres sont condamnés en 1964 de vingt à trente ans de prison. Cependant, du fait de la publication des photos des suspects recherchés, Jimmy White, reste caché en Angleterre. Il est arrêté en 1966 et condamné à trente ans de prison. Ronald Buster Edwards, un des organisateurs, part au Mexique. Il est capturé en 1966 et condamné à quinze ans de prison.
Bruce Reynolds (né en 1931), le leader du gang, reste en fuite, avec sa femme et son fils, Nick, pendant cinq ans, notamment au Mexique et au Canada. Il tente de retourner vivre incognito en Angleterre, mais est arrêté en novembre 1968 et écope de vingt-cinq ans de prison. Libéré après dix ans de détention, il écrit ses mémoires et est consultant pour un film policier anglais, Gangster No. 1. Il meurt, dans son sommeil, le 28 février 2013 .

## Évasions
Ronnie Biggs s'échappe de prison le 8 juillet 1965. Il effectue une opération de chirurgie esthétique et s'installe au Brésil. Malade, il rentre en Grande-Bretagne en 2001 à l'âge de 71 ans et est incarcéré. Il meurt le 18 décembre 2013.
Charles Wilson (né en 1932), trésorier et organisateur du gang, est incarcéré à la HM Prison Birmingham. Il s'évade le 12 août 1964 pour prendre la fuite en France et au Mexique. Il se cache à Rigaud (Québec) au Canada où il est retrouvé en 1968. Condamné à trente ans de prison, il est libéré en 1978, puis tué en 1990 dans un règlement de comptes en Espagne.

## Le cerveau et l'informateur
La police pense qu'un casse aussi bien préparé n'a pu être réalisé que grâce à un informateur qui n'a jamais été formellement identifié par la police, the Ulsterman, « l’homme de l’Ulster ».
Gordon Goody, considéré comme le cerveau du gang, tenait un salon de coiffure pour dames comme couverture, ce qui lui permit de fournir l'équipe en masques et matériel de grimage. Il est condamné à trente ans de prison en 1964. Après sa libération, il s'installe en Espagne où il s'est acheté grâce à la part de son butin un bar de plage à Mojácar. En septembre 2014, il annonce l'identité de « l’homme de l’Ulster » à l'occasion d'un documentaire sur le cinquantième anniversaire du vol (documentaire sorti dans les salles en octobre 2014). Il s'agit selon lui de Patrick McKenna qui est mort quelques années auparavant. Gordon Goody meurt le 29 janvier 2016, à l'âge de 85 ans.

## Culture
L'odonyme du viaduc où eut lieu le braquage, à l'époque « le pont Bridego » (Bridego Bridge), a été changé pour celui de Train Robbers' bridge (« pont des voleurs du train ») puis, depuis fin 2013, pour celui de « pont de Mentmore » (Mentmore Bridge). Le train ayant fait l'objet du braquage est conservé au dépôt central de l'ancienne compagnie ferroviaire Great central railway de l'ambulant postal britannique et est entretenu par des passionnés des chemins de fer. L'un des wagons du train stoppé à Ledburn est exposé au Chemin de fer touristique de la Vallée de la rivière Nene.

## Adaptations au cinéma et à la télévision
- En 1966, la trilogie policière Die Gentlemen bitten zur Kasse (de) met en scène ce vol, le rôle de Bruce Reynolds étant interprété par Horst Tappert.
- En 1967, le film Trois milliards d'un coup de Peter Yates avec Stanley Baker est une libre adaptation de ce braquage.
- En 1968, les films Le Pacha de Georges Lautner et Faut pas prendre les enfants du bon Dieu pour des canards sauvages de Michel Audiard l'évoquent.
- En 1969, le film comique Le Cerveau de Gérard Oury relate un casse fictif d'un train spécial transportant des fonds secrets de l'OTAN de Paris à Bruxelles, réalisé par « Le Cerveau », criminel expérimenté à l'origine de l'attaque du train postal Glasgow-Londres (il utilise d'ailleurs le même mode opératoire).
- En 1988, le film Buster de David Green, avec Phil Collins, raconte la cavale des membres du gang de Bruce Reynolds à la suite de l'attaque du train postal Glasgow-Londres.
- En 2013 à la télévision britannique : The great train robbery : deux épisodes de 90 min chacun, réalisés par Julian Jarrold et James Strong. Cette réalisation obtient un BAFTA en 2014.

## Dans la bande dessinée, la publicité et la littérature
- En 1967, la bande dessinée Le Train fantôme d'Eddy Paape et Jean-Michel Charlier, dont le héros est Marc Dacier, s'inspire, avec précision mais librement, de ce braquage.
- En 1970, Paul-Jacques Bonzon publie Les 6 compagnons et les pirates du rail dans la bibliothèque verte, cet épisode des aventures des « Six Compagnons de la Croix-Rousse », s'inspire visiblement des évènements d'août 1963.
- Dans son roman The horrible man in heron's wood : Le bois du Héron, Paris, Librairie des Champs-Élysées, Le Masque 1177, 1971, Belton Cobb fait dire à un de ses personnages : « Vous lisez trop de romans policiers Mrs Armitage, nous n'avons pas de mélodrame de ce genre dans notre pays ». Cette dernière réplique : « Vous auriez pu dire la même chose, avant l'attaque du train postal ! »

- Une publicité pour des Lego de 1983 met en scène l'organisation de l'attaque avec les petites briques[12].
- Le roman  Royal Flush, paru en 2002  de Lynda La Plante met en scène un personnage surnommé " Le colonel " qui a commis un braquage analogue à celui d'août 1963, avec le même mode opératoire : signaux trafiqués, et aiguillage du wagon contenant le butin sur une voie de garage (page 70). Ronald Biggs est cité nommément page 365.

### Audiographie
- Pierre Bellemare  Les dossiers extraordinaires n° 29 , Europe 1
- Christophe Hondelatte, L'attaque du train postal, Europe 1, 20 octobre 2016
- Jacques Pradel, Le casse du train postal Glasgow-Londres, L'Heure du crime, RTL, 13 mars 2013
- Fabrice Drouelle, Les Pirates du Rail : l'attaque du Glasgow-Londres, Affaires sensibles, France Inter, 18 janvier 2016
- Jean-Alphonse Richard,  L'Heure du crime  sur RTL, 13 août 2020, avec comme invité : Doron Lévy, criminologue